# Kacsugi járás

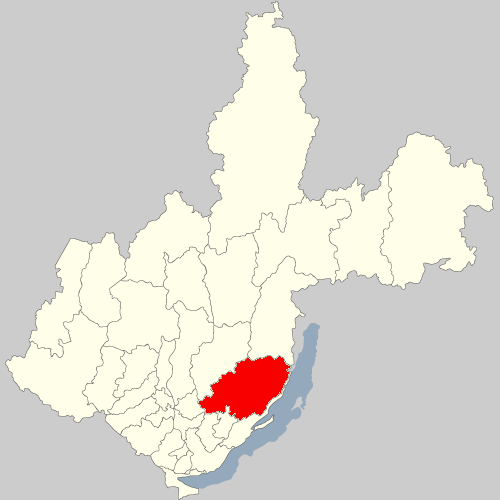
A Kacsugi járás az Irkutszki területen

A Kacsugi járás (oroszul Ка́чугский райо́н) Oroszország egyik járása az Irkutszki területen. Székhelye Kacsug.

## Népesség
- 1989-ben 23 026 lakosa volt.
- 2002-ben 20 501 lakosa volt.
- 2010-ben 17 388 lakosa volt, melyből 15 654 orosz, 899 burját, 243 evenk, 153 tatár, 129 ukrán stb.